# Marty Pavelich
Martin Nicholas "Marty" Pavelich, född 6 november 1927 i Sault Ste. Marie, Ontario, död 28 juni 2024, var en kanadensisk professionell ishockeyforward som tillbringade tio säsonger i den nordamerikanska ishockeyligan National Hockey League (NHL), där han spelade för Detroit Red Wings. Han producerade 252 poäng (93 mål och 159 assists) samt drog på sig 454 utvisningsminuter på 633 grundspelsmatcher. Han spelade också för Indianapolis Capitals i American Hockey League (AHL) och Galt Red Wings i OHA-Jr.
Pavelich vann Stanley Cup med Red Wings för säsongerna 1949–1950, 1951–1952, 1953–1954 och 1954–1955.
Han avslutade sin karriär 1957 för att koncentrera sig helt på sin affärsrörelse, som han hade med lagkamraten Ted Lindsay, och där de verkade inom plastindustrin. År 1958 blev Pavelich kontaktad av Red Wings om att spela igen och de gav honom ett kontraktsförslag som var värt 7 000 amerikanska dollar, men han tackade nej.
Han är äldre bror till Matt Pavelich, som var ishockeydomare i NHL mellan 1957 och 1979 och blev invald i Hockey Hall of Fame 1987.

## Statistik
| 1944–1945      | Galt Red Wings        | OHA-Jr.        | 21  | 8  | 12  | 20  | 10  | 9  | 7  | 5  | 12 | 6  |
| 1945–1946      | Galt Red Wings        | OHA-Jr.        | 25  | 22 | 26  | 48  | 18  | 5  | 2  | 1  | 3  | 5  |
| 1946–1947      | Galt Red Wings        | OHA-Jr.        | 28  | 22 | 28  | 50  | 32  | 9  | 4  | 5  | 9  | 6  |
| 1947–1948      | Detroit Red Wings     | NHL            | 41  | 4  | 8   | 12  | 10  | 10 | 2  | 2  | 4  | 6  |
|                | Indianapolis Capitals | AHL            | 26  | 3  | 14  | 17  | 21  | —  | —  | —  | —  | —  |
| 1948–1949      | Detroit Red Wings     | NHL            | 60  | 10 | 16  | 26  | 40  | 9  | 0  | 1  | 1  | 8  |
| 1949–1950      | Detroit Red Wings     | NHL            | 65  | 8  | 15  | 23  | 58  | 14 | 4  | 2  | 6  | 13 |
|                | Indianapolis Capitals | AHL            | 6   | 2  | 3   | 5   | 2   | —  | —  | —  | —  | —  |
| 1950–1951      | Detroit Red Wings     | NHL            | 67  | 9  | 20  | 29  | 41  | 6  | 0  | 1  | 1  | 2  |
| 1951–1952      | Detroit Red Wings     | NHL            | 68  | 17 | 19  | 36  | 54  | 8  | 2  | 2  | 4  | 2  |
| 1952–1953      | Detroit Red Wings     | NHL            | 64  | 13 | 20  | 33  | 49  | 6  | 2  | 1  | 3  | 7  |
| 1953–1954      | Detroit Red Wings     | NHL            | 65  | 9  | 20  | 29  | 57  | 12 | 2  | 2  | 4  | 4  |
| 1954–1955      | Detroit Red Wings     | NHL            | 70  | 15 | 15  | 30  | 59  | 11 | 1  | 3  | 4  | 12 |
| 1955–1956      | Detroit Red Wings     | NHL            | 70  | 5  | 13  | 18  | 38  | 10 | 0  | 1  | 1  | 14 |
| 1956–1957      | Detroit Red Wings     | NHL            | 64  | 3  | 13  | 16  | 48  | 5  | 0  | 0  | 0  | 6  |
| NHL totalt     | NHL totalt            | NHL totalt     | 634 | 93 | 159 | 252 | 454 | 91 | 13 | 15 | 28 | 74 |
| AHL totalt     | AHL totalt            | AHL totalt     | 32  | 5  | 17  | 22  | 23  | —  | —  | —  | —  | —  |
| OHA-Jr. totalt | OHA-Jr. totalt        | OHA-Jr. totalt | 74  | 52 | 66  | 118 | 60  | 23 | 13 | 11 | 24 | 17 |